# Iperf
Iperf는 네트워크 성능 측정 및 튜닝 도구이다. 크로스 플랫폼 도구이며 모든 네트워크의 표준화된 성능 측정을 생성할 수 있다. Iperf는 클라이언트와 서버 기능이 있으며 데이터 스트림을 만들어서 단방향 또는 양방향으로 양단 간 스루풋을 측정할 수 있다. 일반적으로 iperf의 출력에는 전송된 데이터와 측정된 스루풋의 양을 타임스탬프 기록과 함께 포함하고 있다.